# صبح (الرضمة)

تعديل مصدري - تعديل

صبح محلة تابعة لقرية ذى عبادة، التابعة لعزلة عجيب بمديرية الرضمة إحدى مديريات محافظة إب في الجمهورية اليمنية.، بلغ تعداد سكانها 127 حسب تعداد اليمن لعام 2004.